# Liste des évêques d'Orléans

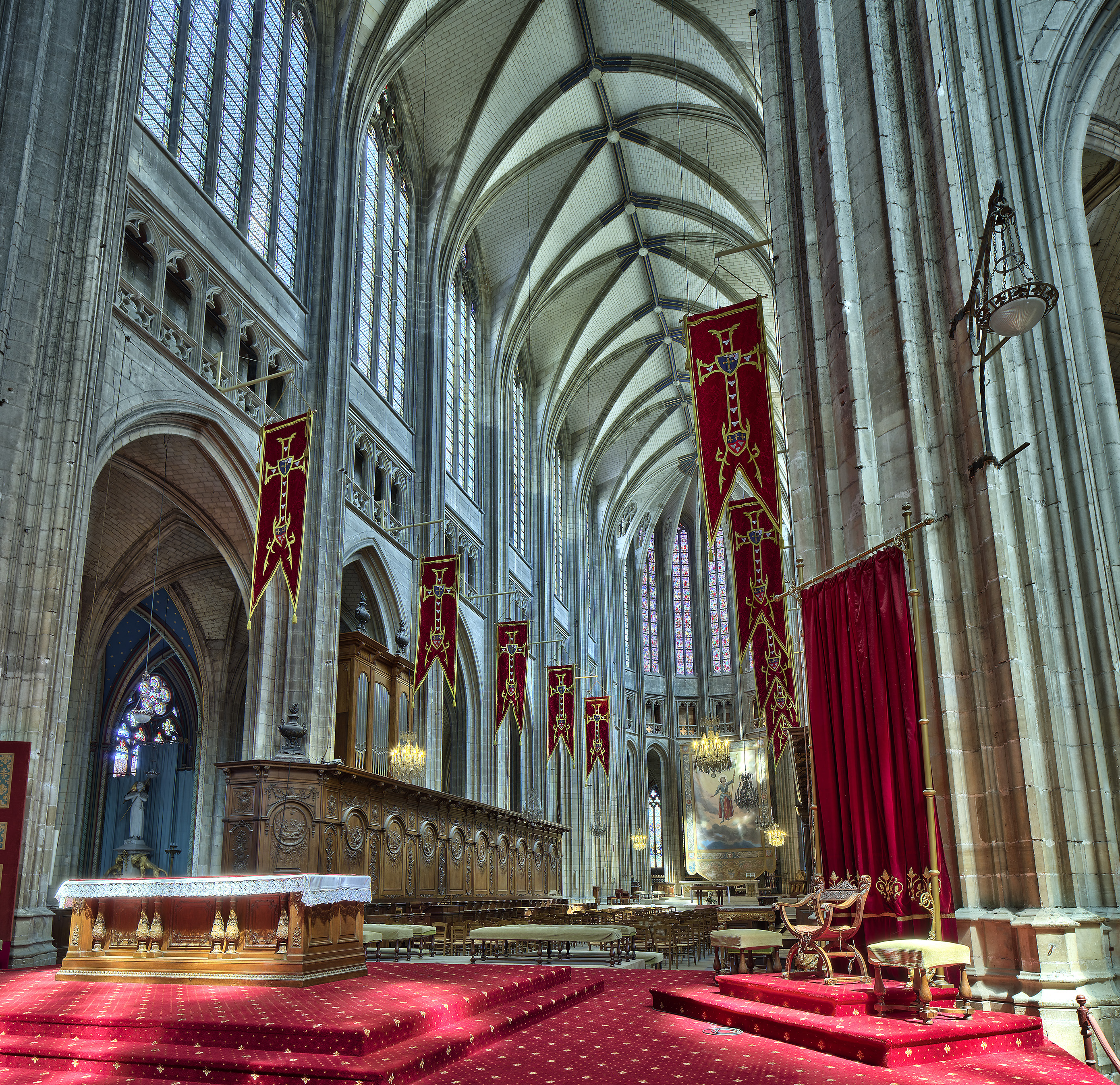
Cathèdre de l'évêque, au sein de la cathédrale Sainte-Croix d'Orléans.

Cette liste des évêques d’Orléans présente la liste des évêques successifs du diocèse d'Orléans aujourd'hui situé dans le département du Loiret et la région Centre-Val de Loire.

## Antiquité

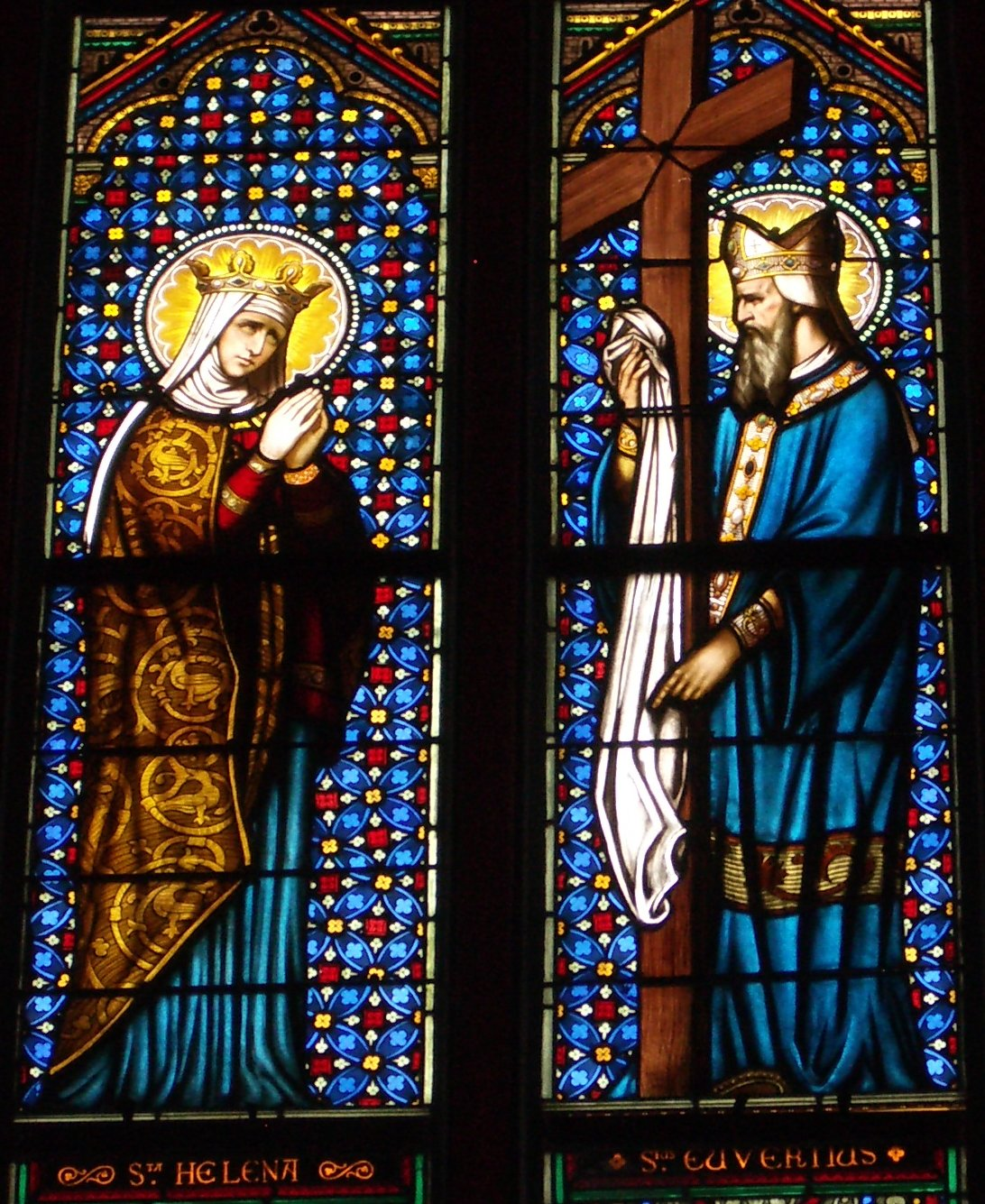
Saint Euverte (à droite) représenté avec Sainte Hélène (à gauche) sur un vitrail de la cathédrale Sainte-Croix d'Orléans

- v. 343 et 346 : Diclopitus ou Diclopetus, premier évêque connu par les actes conciliaires[1]
- Alitus[1]
- Desinianus[2]
- Evurtius ou Evortius ou Eortius ou saint Euverte d'Orléans[2]
- Anianus ou saint Aignan d'Orléans[2]
- Magnus[3]
- Febatus[3]
- Gratianus ou Gratien[3]
- Monitor ou saint Moniteur[3]
- v. 460 : saint Prosper d'Orléans[3]
- Flou ou Flosculus ou Saint Flore[3]
- Dago ou Dagon[3]

## Moyen Âge

### Haut Moyen Âge
- v. 500-v. 525 : Eusebius ou Eusèbe[3]
- 533 : Leontius ou Léonce[3]
- 538 : Antoninus ou Antonin[3]
- 541-549 : Marcus ou Marc[3]
- Treclatus[3]
- Baudacus[3]
- 573 : Ricomerus ou Ricomer[3]
- 583-587 : Namatius[3]
- 604 : Austrinus[4]
- v. 635 : Liudigisilus ou  Leudecisil[4]
- 641 : Léger Ier
- 646-666 : Audo ou Audon[4]
- Vuado[4]
- Sigobertus ou Sigobert cité en 670[4]
- v. 695 : Suavaricus ou Savary Ier[4]
- Baldagus[réf. nécessaire]
- Dalfinus[4]
- Adalmarus[4]
- Léger II[réf. nécessaire]
- Leodebertus ou Leodebert[4]
- Leodegarius[4]
- Suavaricus ou Savary II[2]
- 717 ou 718-738 : Eucherius ou saint Eucher d'Orléans[2]
- Bertinus ou Bertin[5]
- Audulfus ou Adalin[5]
- Nadavilius ou Nadatime[5]
- Deotimius ou Deotime[5]
- v. 798-818 : Theodulfus ou Théodulf d'Orléans[5]
- 818-843 : Jonas d'Orléans[5]
- 843-867 : Agius[5]
- 868-v. 892 : Walterius[6]
- v. 893 : Throannus ou Throan[6]
- 900 : Bernon[réf. nécessaire]
- v.910-v.940 : Anselme[réf. nécessaire]
- v. 940-v. 944 : Thierry Ier[7]
- v. 945-972 : Ermentheus ou Ermenthée[8],[7]
- 972-1003 : Arnulf ou Arnoul [8],[7]

### Moyen Âge central
- 1004-v. 1012 : Foulque Ier[9]

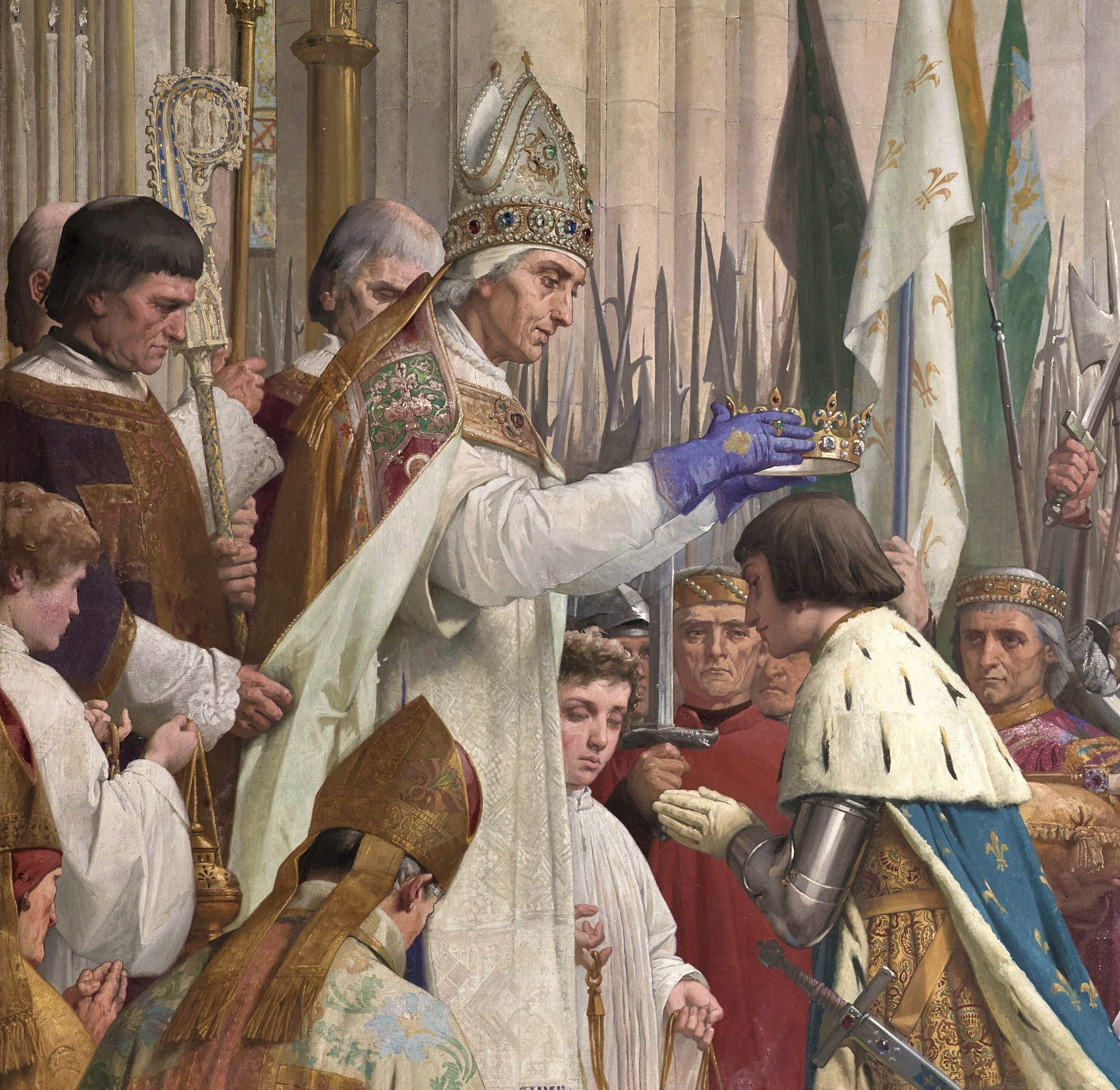
Renault de Chartres, évêque d'Orléans de 1439 à 1444, représenté sur un tableau de Lenepveu durant le couronnement de Charles VII de France

- v. 1013-1022 : Thierry II d'Orléans[10]
- 1022-v. 1033 : Oury ou Orri, ou Odolric de Broyes[8],[10]
- 1033-1063 : Isembart de Broyes[11]
- 1063-v. 1066 : Hédry ou Hadery de Broyes[11]
- 1066-v. 1082 : Rainerius ou Rainardus ou Renier ou Rainier de Flandre[12]
- 1083-v.1087 : Arnoul III
- v. 1088-1096 : Jean Ier
- 1096 : Sanction
- 1096-v. 1125 : Jean II "Flora"
- 1127-1146 : Élie
- 1146-1185 : Manassès de Garlande
- 1186-1198 : Henri de Dreux
- 1198-1206 : Hugues de Garlande
- 1207-1221 : Manassès III de Seignelay
- 1222-1233 : Philippe I de Jouy
- 1234-1235 : Saint Philippe II Berruyer
- 1237-1238 : Guillaume de Bucy (Bussy)
- 1258-1279 : Robert de Courtenay
- 1282-1288 : Gilles Pastai
- 1288-1296 : Pierre I de Mornay
- 1297-1299 : Frédéric (Ferry) de Lorraine
- 1300-1307 : Berthaud de Saint-Denis
- 1308-1311 : Raoul Grosparmi
- 1312-1321 : Milon de Chailly
- 1321-1328 : Roger le Fort
- 1329-1349 : Jean III de Conflans

### Bas Moyen Âge
- 1349 : Philippe III de Conflans
- 1349-1363 : Jean IV de Montmorency
- 1364-1371 : Hugues II de Faydit
- 1371-1383 : Jean V Nicot
- 1383-1394 : Foulques II de Chanac
- 1394-1426 : Guy de Prunelé
- 1426-1438 : Jean VI de Saint-Michel
- 1438-1439 : Guillaume II Charrier
- 1439-1444 : Renault de Chartres
- 1444-1447 : Jean VII du Gué
- 1447-1451 : Pierre II Bureau
- 1451-1452 : Jean d'Harcourt (Jean VIII)
- 1452-1473 : Thibaud d'Assigny
- 1473-1504 : François I de Brillac

## Époque moderne

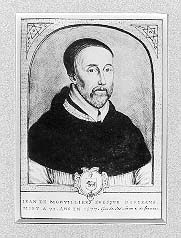
Jean X de Morvilliers, évêque d'Orléans de 1552 à 1564

- 1504-1514 : Christophe de Brillac
- 1514-1520 : Germain de Ganay
- 1521-1533 : Jean IX d'Orléans, cardinal de Longueville
- 1533-1550 : Antoine Sanguin, cardinal de Meudon
- 1550-1551 : François II de Faucon
- 1551-1552 : Pierre III Duchâtel ou du Chastel
- 1552-1564 : Jean X de Morvillier
- 1565-1584 : Mathurin de La Saussaye
- 1584-1586 : Denis Hurault
- 1586-1587 : Germain Vaillant de Guelis
- 1588-1596 : Jean XI de L'Aubespine
- 1604-1630 : Gabriel de L'Aubespine
- 1631-1646 : Nicolas de Netz (ou Nertz)
- 1647-1665 : Alfonse Delbène (d'Elbène)
- 1665-1706 : Pierre IV du Cambout de Coislin, cardinal,
- avril 1706 - 9 août 1706 : Michel Le Pelletier
- 1706-1733 : Louis-Gaston Fleuriau d'Armenonville
- 1733-1753 : Nicolas Joseph de Pâris
- 1753-1757 : Louis-Joseph de Montmorency-Laval
- 1758-1788 : Louis Sextius Jarente de La Bruyère
- 1788-1790 : Louis de Jarente de Sénas d'Orgeval

## Époque contemporaine

### Évêque constitutionnel
- 1790-1793 : Louis de Jarente de Sénas d'Orgeval évêque constitutionnel du département du Loiret

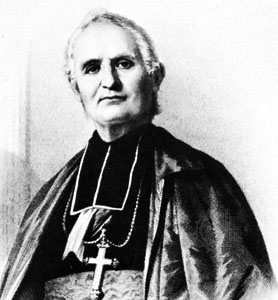
Félix Dupanloup, évêque d'Orléans de 1849 à 1878

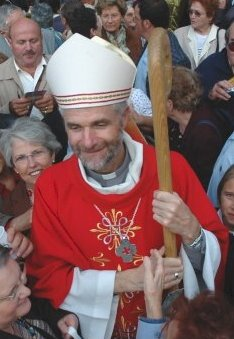
Jacques Blaquart, actuel évêque d'Orléans

### Évêquesconcordataires
- 1802-1806 : Étienne-Alexandre Bernier
- 1807-1810 : Claude-Louis Rousseau
  - 1810-1814 : Jacques Raillon (nommé par Napoléon Ier, mais ne reçoit pas ses bulles)
- 1817-1822 : Pierre-Marin Rouph de Varicourt[13]
- 1823-1839 : Jean XII Brumauld de Beauregard, retiré en 1839[14]
- 1839-1842 : François-Nicolas-Madeleine Morlot, transféré à Tours (1842)
- 1842-1849 : Jean-Jacques Fayet
- 1849-1878 : Félix Dupanloup
- 1878-1893 : Pierre V Coullié, évêque coadjuteur et évêque titulaire de Sidon à partir de 1876, transféré à Lyon en 1893
- 1894-1926 : Stanislas-Arthur-Xavier Touchet

### XXeetXXIesiècles
- 1926-1951 : Jules-Marie-Victor Courcoux
- 1951-1963 : Robert Picard de la Vacquerie, résigné en 1963[15]
- 1963-1978 : Guy-Marie-Joseph Riobé
- 1979-1981 : Jean-Marie Lustiger, transféré à Paris (1981)
- 1981-1997 : René-Lucien Picandet, 122e évêque d'Orléans[16]
- 1998-2002 : Gérard Daucourt, 123e évêque d'Orléans, transféré à Nanterre (2002)[17]
- 2002-2010 : André Fort, 124e évêque d'Orléans[18]
- 2010- : Jacques Blaquart, 125e évêque d'Orléans